# القومية اللبنانية المسيحية: صعود وسقوط المقاومة العرقية
القومية اللبنانية المسيحية: صعود وسقوط المقاومة العرقية هو كتاب صدر عام 1996 من قبل خبير الشرق الأوسط والعالم وليد فارس.
يفحص وليد فارس في هذا الكتاب تاريخ وتطور جماعة عرقية، المسيحيين اللبنانيين، وظهور وسقوط حركة إثنو-قومية تعرف باسم «القومية المسيحية اللبنانية». يستند تحديد فارس للمجموعة إلى تكوين مجموعة عرقية تتحدث الآرامية بشكل رئيسي في جبل لبنان اعتبارًا من القرن 7، ورثوا الفينيقيين القدماء الذين استقروا في لبنان على مدى 3000 سنة سابقة أو أكثر. طوّر موطن الآرامية في جبل لبنان (طور لبنان) مقاومة للغزوات العربية في نهاية القرن 7 والمعروفة باسم جيش المردة. يلخص فارس مقاومة ولايات المردة من عام 676 حتى عام 1305، والذين تمكنوا وفقًا لمؤرخيهم (ابن القلعي) من الصمود أمام ضغوط وغزوات الأمويين، العباسيين، والسلالات الإسلامية العربية الأخرى حتى أن غزا المماليك جبل لبنان في القرن 14 وتبعه العثمانيون في القرن 16.
في ظل الحكم العثماني للبنان (1516-1919)، تحالف المسيحيون اللبنانيون مع الدروز وشكلوا إمارة في جبل لبنان الأكبر. انتهت حربان في جبل لبنان في عامي 1840 و1860 بعودة ظهور كيان مستقل في الغالب مسيحي-درزي يُعرف باسم المتصرفية (1862-1914).
يحلل المؤلف تشكيل لبنان الكبير عام 1920 حيث أصبح المسيحيون والمسلمون المجموعتين الإثنو-قوميتين الرئيسيتين في البلاد: المسيحيون ذوو الهوية الآرامية المتوسطية والمسلمون ذوو الهوية العربية. في عام 1943، حاول «ميثاق وطني» بين المجموعتين خلق هوية «هجينة»: «لبنان بوجه عربي». بين عامي 1945 و1975، ازدهرت الدولة ثنائية القومية اقتصاديًا، لكن التوترات ظلت في ذروتها مع تشكيل جامعة الدول العربية، والصراع العربي-الإسرائيلي، والحرب الأهلية اللبنانية الأولى عام 1958، وحرب 1967، وصعود منظمة التحرير الفلسطينية في لبنان اعتبارًا من عام 1968، الاشتباكات الأولى في أوائل السبعينيات حتى اندلاع الحرب الشاملة عام 1975 بين المقاومة المسيحية اللبنانية والميليشيات الإسلامية اللبنانية والقوات الفلسطينية. انخرط السوريون في مواجهة مع المسيحيين اللبنانيين منذ عام 1977. خلق الاجتياح الإسرائيلي عام 1982 توازناً جديداً للقوى استمر حتى عام 1990.
يجادل فارس بأن الحرب الأهلية اللبنانية المسيحية في عام 1990 أنهت المقاومة المسيحية اللبنانية وفتحت الطريق أمام احتلال سوري كامل للبلاد. الكتاب، الذي نُشر في عام 1995، لا يستكشف تطور تلك الحركة في التسعينيات وما بعدها.

## روابط خارجية
- مراجعة أخرى للقومية المسيحية اللبنانية